# Trichobactrus brevispinosus
Trichobactrus brevispinosus là một loài nhện trong họ Linyphiidae.
Loài này thuộc chi Trichobactrus. Trichobactrus brevispinosus được Jörg Wunderlich miêu tả năm 1995.